# Shake Off the Dust... Arise
Shake Off the Dust... Arise és l'àlbum debut de Matisyahu i va ser publicat el 28 d'octubre del 2004 per JDub Records.

## Llista de cançons
1. "Chop 'em Down" – 5:45
2. "Tzama L'Chol Nafshi (Psalm – 63:2-3)" – 1:50
3. "Got No Water" – 5:54
4. "King Without a Crown" – 5:19
5. "Interlude" – 0:54
6. "Father in the Forest" – 4:59
7. "Interlude" – 0:17
8. "Aish Tamid" – 6:48
9. "Short Nigun" – 1:46
10. "Candle" – 6:22
11. "Close My Eyes" – 4:55
12. "Interlude" – 0:17
13. "Exaltation" – 5:04
14. "Refuge" – 4:25
15. "Interlude" – 0:23
16. "Warrior" – 7:23
17. "Outro" – 2:15

## Personal
- Matisyahu Miller – veu
- Aaron Dugan – guitarra (cançons 3, 8 & 11)
- Josh Werner – baix, teclat, (cançons 10 & 14)
- Johan David – bateria (cançons 1, 3, 8, 10 & 11), percussió (cançó 4)
- Marlon "Moshe" Sobol – melòdica (cançons 3 & 8)
- Yerachmiel Altizio – guitarra (cançons 1, 4, 6 & 16)
- Alon Cohan – bateria (cançons 9 & 16), percussió (cançons 2, 3 & 13)
- Rea Mochiach – bateria (cançons 4 & 5)
- Tom Mochiach – guitarra (cançons 3, 4 & 10)
- Lior Rachmany – guitarra (cançó 13)
- Pieter Woudt – trompeta (cançons 1, 2, 3, 4, 9 & 16)
- Rabbi Wircberg – veu (cançons 5 & 15)
- Rabbi Goldberg – veu (cançó 17)